# Ramona Idasa Pereira de Keiler
Ramona Idasa Pereira de Keiler fue una política argentina, miembro del Partido Peronista Femenino, que se desempeñó como senadora nacional por la provincia de Misiones entre abril y septiembre de 1955.

## Carrera política
Adhirió al peronismo, militando en el Partido Peronista Femenino del entonces Territorio Nacional de Misiones.
En las elecciones de marzo de 1955 fue elegida senadora nacional por la nueva provincia de Misiones, junto con Octavio Agustín Ríos, iniciando su mandato en el mes siguiente. Asumió junto con la correntina Zelmira Antonia de Luca de Soto, integrándose al primer grupo de senadoras que se incorporaron a la cámara alta en 1952 y 1953 por aplicación de la Ley 13.010 de sufragio femenino. Fue vocal de la comisión de Presupuesto y Hacienda.
No pudo terminar su mandato en el Senado, que se extendía hasta 1958, por el golpe de Estado de septiembre de 1955.